# Kirkthorpe
Kirkthorpe – wieś w Anglii, w hrabstwie ceremonialnym West Yorkshire, w dystrykcie metropolitalnym Wakefield. Leży 15 km na południowy wschód od miasta Leeds i 258 km na północ od Londynu.